# راؤول ديغريز
راؤول ديغريز (6 سبتمبر 1912 – 19 يونيو 1993) هو ملاكم بلجيكي راحل، مثّل بلاده في الألعاب الأولمبية الصيفية 1936.

## روابط خارجية
راؤول ديغريز على موقع بوكس ريك (الإنجليزية) (registration required)
- راؤول ديغريز على موقع أوليمبيديا (الإنجليزية)